# Amazon Dash
Pour les articles homonymes, voir Dash.

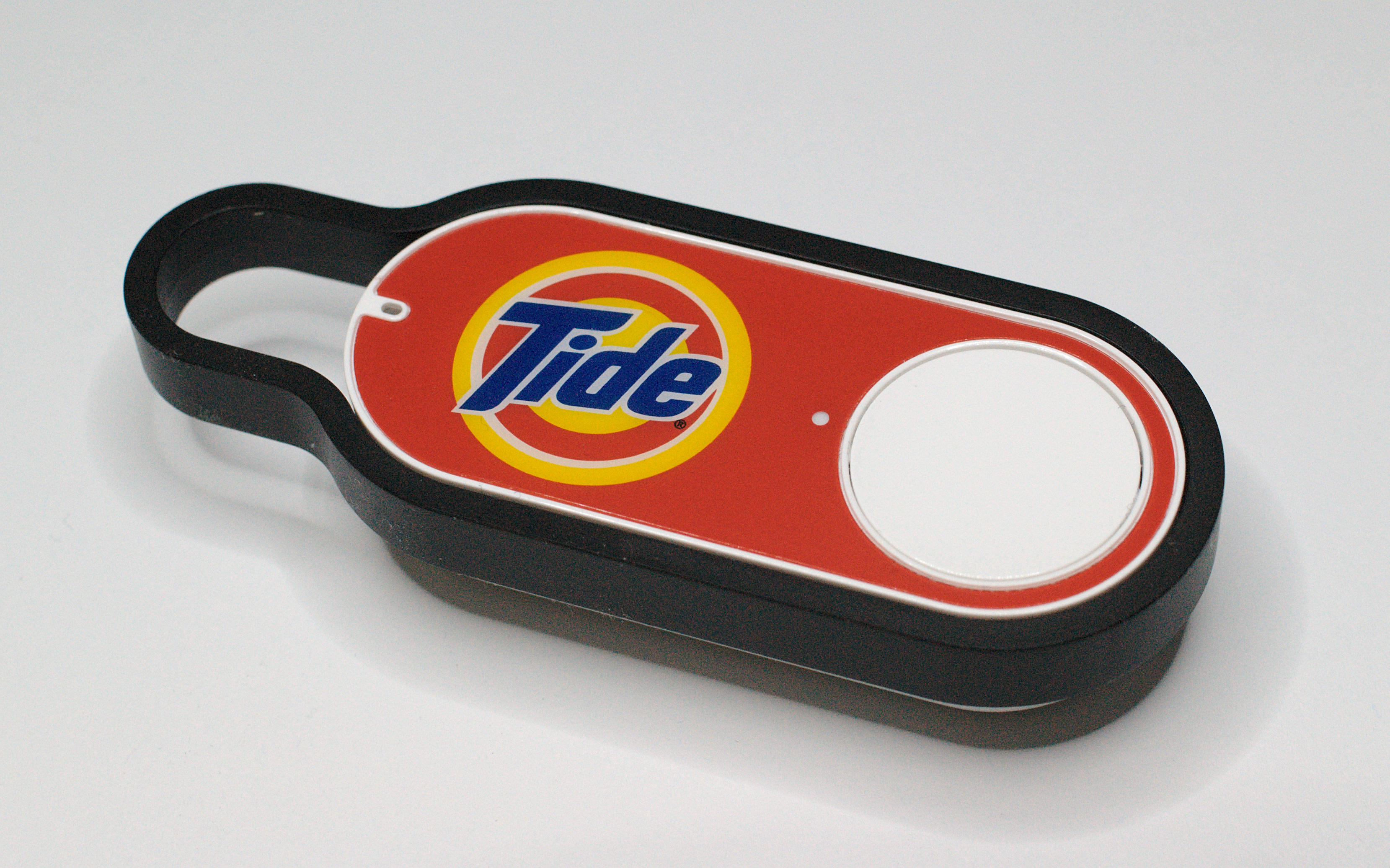
Un bouton Amazon Dash permettant de commander de la lessive Tide.

Amazon Dash est un service de l'entreprise Amazon permettant de commander des biens de consommation sur Internet en utilisant un dispositif électronique.
Le service Amazon Dash se compose de plusieurs éléments :
- un lecteur de code-barres permettant de lire le code-barres d'un produit à la maison et de le commander chez AmazonFresh (en)[1] ;
- un bouton électronique (Dash Button) qui peut être configuré pour commander un produit spécifique lorsqu'on le presse[2] ;
- un service de réapprovisionnement, qui permet d'ajouter à un appareil un senseur physique ou une fonction de détection automatique afin de déclencher un réapprovisionner automatique lorsque la quantité d'un produit atteint un certain niveau[3].

Amazon a arrêté la commercialisation du Dash Button au début de l'année 2019, et a informé ses clients le 1er août 2019 qu'il ne prendra plus en charge le Dash Button à compter du 31 août 2019. Par conséquent, il ne sera plus possible de commander sur Amazon avec le Dash Button à compter de cette date-là.

## Lecteur de code-barres
Le lecteur de code-barres Amazon Dash a été annoncé en avril 2014. Il s'agit d'un dispositif Wi-Fi permettant de construire une liste d'achats en lisant les codes-barres de produits ou en prononçant leurs noms. Le lecteur se connecte directement à AmazonFresh, le service d'épicerie en ligne d'Amazon. Le site web d'Amazon Dash met en évidence des avantages du lecteur tels que « ne plus jamais oublier un article » et suggère aux utilisateurs de garder l'appareil sur le comptoir de cuisine ou sur le réfrigérateur afin que chaque membre de la famille puisse ajouter des articles à la liste d'épicerie.
La deuxième génération du lecteur a été annoncée en octobre 2016. Les deux boutons du modèle précédent ont été remplacés par un seul bouton utilisé à la fois pour balayer les codes-barres et activer le microphone. Le nouveau modèle est également un pouce plus court que l'ancien et il est magnétique de sorte qu'il peut être fixé à une surface métallique, comme un réfrigérateur.

## Bouton électronique  (Amazon Dash Button)
Le bouton électronique et le service de réapprovisionnement associé ont été annoncés le 31 mars 2015. En raison de la date de l'annonce, la veille du premier avril, certains médias ont émis l'hypothèse qu'il s'agissait peut-être d'un poisson d'avril hâtif,.
Le bouton électronique est un petit appareil conçu pour rendre la commande de produits facile et rapide. Les utilisateurs peuvent configurer chaque bouton pour commander une quantité déterminée d'un produit spécifique, via leurs comptes Amazon. Par la suite, ils peuvent fixer les boutons, à l'aide de la surface adhésive au dos du boitier ou du crochet, près des endroits où ils utilisent les produits correspondants. Par exemple, près du lave-linge pour le bouton servant à commander de la lessive.
À l'appui du bouton, l'appareil se connecte via le réseau Wi-Fi au serveurs d'Amazon qui commandent alors le produit configuré par l'utilisateur. Le bouton envoie également un message au téléphone mobile de l'utilisateur, donnant à l'utilisateur une demi-heure pour annuler la commande.
Désormais, n'importe quelle entreprise/marque voulant proposer l'Amazon Dash le peut.

## Déploiement et réception
Initialement, les boutons Dash ont été proposés aux membres Amazon Prime, le service d'abonnement premium d'Amazon. Les dispositifs ont reçu des commentaires mitigés des critiques et des chroniqueurs,, et ont été parodiés en ligne.
Pour ses boutons électroniques, Amazon avait initialement établi des partenariats avec plus de 100 marques. En 2015 aux États-Unis, les boutons Dash les plus populaires étaient les boutons Tide, Bounty et Cottonelle.

## Utilisation alternative
En mai 2016, une publication du Consumers' Research (en) a mentionné que les boutons électroniques Dash pouvaient être utilisés à d'autres fins, comme commander des pizzas, ou contrôler les lumières et les prises électriques dans des foyers configurés pour répondre à ces commandes.
En réponse, Amazon a créé un bouton facilement programmable, mais plus coûteux (30 € au lieu de 5 €), qui permet aux utilisateur de programmer l'appareil et d'en faire une porte d'entrée pour l'Internet des objets. Nommé «Bouton AWS IoT», il est cependant uniquement utilisable avec les services web d'Amazon.